# Солтис, Эндрю
Эндрю Иден Солтис (англ. Andrew Eden Soltis; 28 мая 1947, Хейзлтон) — американский шахматист; гроссмейстер (1980). Шахматный литератор.
Первый успех — в чемпионате Нью-Йорка среди юношей (1964) — 1-е место.
Двукратный победитель открытого чемпионата США — 1977 (совместно с Т. Тейлором и Л. Шамковичем) и 1982 (совместно с У. Мартцем).
Лучшие результаты в международных турнирах: Реджо-нель-Эмилия (1970/1971) — 3-4-е, 1971/1972 — 1-е; Нью-Йорк (1974) — 1-е, 1975 — 3-е, 1977 — 1-2-е, 1979 — 2-4-е и 1-е, 1980 — 1-е места.
Автор книг о шахматных соревнованиях, шахматистах и других.

## Изменения рейтинга
| Графики недоступны из-за технических проблем. См. информацию на Фабрикаторе и на mediawiki.org. |

## Книги
- The best chess-games of Boris Spasskys N. Y., 1973;
- Morphy chess masterpieces, N. Y.f 1973 (соавтор);
- American chess masters from Morphy to Fischer, N. Y., 1974 (соавтор);
- The great chess tournaments and their stories, [N. Y.], 1975;
- The art of defence in chess, N. Y., 1975;
- Pawn structure in chess, N. Y., 1976;
- Chess to enjoy, N. Y., 1979.